# Klio
Балтийский культурно-публицистический вестник «Klio» — выходящий в Латвии с 2002 года журнал на русском языке. Изначальное название (только первый номер) — «Рижский культурно-исторический вестник „Klio“». На 2010 год в свет вышло 23 выпуска. Главный редактор журнала — историк Игорь Николаевич Гусев, главным научным консультантом с 2003 года до своей кончины был  филолог и историк Борис Фёдорович Инфантьев. Издатель — индивидуальный коммерсант «ZORIKS».
Также под брендом «Klio» выходила популярная передача об истории Риги и снято несколько документально-публицистических фильмов.
Игорь Николаевич Гусев ведёт просветительскую работу, организуя тематические экскурсии по Риге и публикуя краеведческие и публицистические материалы в социальной сети Facebook. Он также регулярно проводит встречи с читателями.

## Миссия
На всех проектах с пометкой «Клио» указывается: «Любая часть настоящего издания может быть воспроизведена в любой форме. Популяризация и распространение исторических знаний есть наша главная цель».

## Фильмография
«Саласпилсский шталаг»
«Латвийские русские: десять веков истории»
«Время Петра Великого»

## Изданные книги
В 2007—2018 годах в серии «Klio» вышли в свет 11 книг. Книга "История Риги и окрестностей"—редкий случай, когда потребовалось второе издание, так как первое (2008) было полностью раскуплено. При его подготовке И.Гусев перепроверил многие факты и устранил допущенные неточности.
- Занимательная история латвийских русских. 2007. ISBN 9984-39-067-5 (второе и третье, переработанные издания вышли в 2010 и 2013 гг. под названием «История латвийских русских»)
- Быль о Саласпилсе. 2007. ISBN 9984-39-040-3 (сборник воспоминаний)
- История Риги и окрестностей: Прогулки с Игорем Гусевым. Часть 1. 2008. ISBN 978-9934-39-489-3
- Выдающиеся русские латвийцы. 2008. ISBN 978-9934-8028-0-5 (справочник)
- Кровью умытая. Занимательная история латвийских русских. Часть 2. 2009. ISBN 978-9934-8028-1-2
- Укрепления Старого Города. История Риги и окрестностей. Часть 2. 2010. ISBN 978-9934-8028-2-9
- Пётр Великий и Рига. 2010. ISBN 978-9934-8028-3-6 (в сотрудничестве с фондом «Русский мир»; второе, переработанное издание вышло в 2011 г. под названием «Пётр и Рига». ISBN 978-9934-8028-3-6)
- 1812 год в Прибалтийском крае. 2012. ISBN 978-9934-8028-4-3
- История Риги. От основания до начала XX века. 2014
- История Риги в вопросах и ответах. 2016
- История Риги и окрестностей (1914-1919). 2018

## Внешние ссылки
- «Klio» №№ 1—11
- Гусев И. Н. О проекте
- Фильмы и часть книг  (недоступная ссылка с 25-05-2013 [4373 дня] — история, копия) на портале общества «Родина»